# 简·霍罗克斯
简·霍罗克斯（英語：Jane Horrocks，1964年1月18日—），英国女演员。曾获得国家影评人协会奖最佳女配角。